# Rot und Schwarz

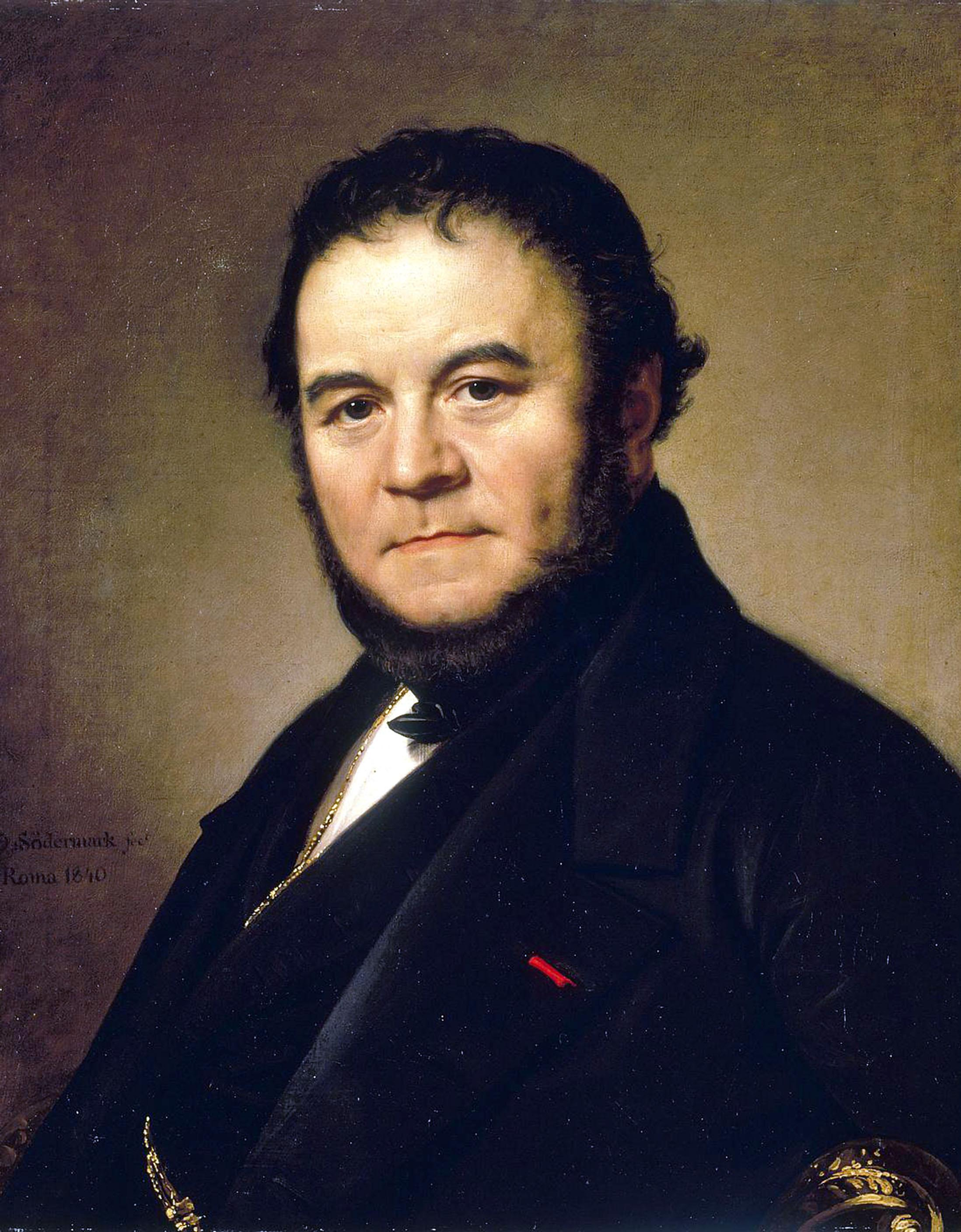
Marie-Henri Beyle alias Stendhal

Rot und Schwarz (französischer Originaltitel: Le Rouge et le Noir, Untertitel: Chronique du XIXe siècle, später: Chronique de 1830) ist ein Roman des französischen Schriftstellers Stendhal (Pseudonym von Marie-Henri Beyle). Held des Romans ist der intelligente, als Sohn eines Sägemühlenbesitzers in der Provinz geborene Julien Sorel, der in der Zeit der französischen Restauration seinen gesellschaftlichen Aufstieg erzwingen will. Der Roman wurde 1830 in Paris beim Verleger Levasseur publiziert. Rot und Schwarz war nach Armance der zweite Roman Stendhals.

## Inhalt

### Erstes Buch

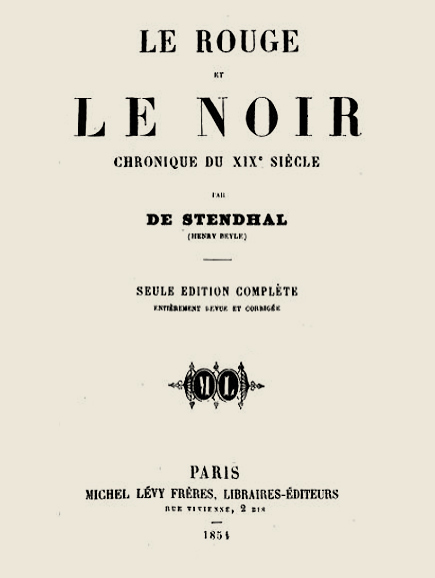
Stendhal, Le Rouge et le Noir, Drucktitel der Ausgabe von 1854

Die Handlung des Romans „Rot und Schwarz“ spielt in Frankreich zur Zeit der Restauration, vermutlich zwischen 1826 und 1830. Die Hauptfigur des Romans, Julien Sorel, ist der Sohn eines Sägemühlenbesitzers in dem fiktiven französischen Provinzort Verrières im Jura der Franche-Comté. Der im Gegensatz zu seinen Brüdern körperlich schwache, feingliedrige, intelligente und gut aussehende Julien interessiert sich wenig für die Mitarbeit im Betrieb seines Vaters, der ihn verachtet und schlägt. Er ist glühender Anhänger des 1815 abgesetzten Napoléon Bonaparte. Er verbringt seine Zeit mit dem Lesen von Büchern über dessen Heldentaten und Tagträumen davon, wie er in dieser vergangenen Epoche auch als Sohn eines Sägemühlenbesitzers aus der Provinz eine große Offizierskarriere hätte machen können – was ihm nun, zur Zeit der post-napoleonischen Restauration, verwehrt ist.
Im Alter von vierzehn Jahren fasst Julien den Entschluss, Priester zu werden, da es ihm als der unter den herrschenden Bedingungen günstigste Weg erscheint, „sein Glück zu machen“ und aus seinem Leben in der Provinz zu entfliehen. Ohne dafür ein tieferes theologisches Verständnis oder religiöse Gefühle zu entwickeln, beginnt er, die lateinische Bibel auswendig zu lernen, und wird vom lokalen Priester Chélan in Theologie unterrichtet. Durch die so erworbenen Kenntnisse gelingt es ihm, eine Stelle als Hauslehrer des Bürgermeisters von Verrières, Monsieur de Rênal, zu erhalten. Dabei nutzt er geschickt das Konkurrenzverhältnis zwischen Monsieur de Rênal und dem Leiter des Bettlerasyls von Verrières, Monsieur Valenod, aus, um seinen Marktwert als Hauslehrer zu erhöhen.
Julien verachtet als Anhänger Napoleons, den er im Haus der Rênals verleugnen muss, den königstreuen, mit allen Mitteln nach Reichtum und Status strebenden Monsieur Valenod. Er beginnt eine Affäre mit Madame de Rênal, die er mit großem Ehrgeiz und Kalkül erobert, zunächst mehr aus einer Art Pflichtgefühl heraus denn aus Begehren. Als diese Affäre durch die Hausangestellte Elisa, die selbst Julien heiraten möchte, öffentlich gemacht wird, muss Julien Verrières verlassen. Durch Vermittlung des Priesters Chélan begibt er sich in das Priesterseminar der Stadt Besançon.
Dort erfährt er, dass die Hauptmotivation der meisten Seminaristen der – im Vergleich zu ihrer bäuerlichen Herkunft – angenehme Lebensstand des Priesters ist. Frömmigkeit wird hier nur gespielt, und das von den anderen Seminaristen zumeist besser als von Julien. Er wird von seinen Mitseminaristen zunächst verachtet und empfindet das Seminar als abstoßenden Ort. Julien wird Protegé des Leiters des Priesterseminars, des Jansenisten Abbé Pirard. Dieser muss zwar aufgrund innerkirchlicher Machtkämpfe das Seminar verlassen, platziert Julien aber zuvor geschickt als Sekretär bei dem aus dem Exil zurückgekehrten Diplomaten Marquis de la Mole in Paris.

### Zweites Buch
Julien lernt schnell, die ihm übertragenen Aufgaben gut zu erfüllen, und gewinnt Vertrauen und Anerkennung seines Dienstherren. Einen großen Teil ihrer Zeit verbringt die adelige Gesellschaft um Marquis de la Mole, Pair von Frankreich, in den Salons von Paris, zu denen auch Julien aufgrund seiner Tätigkeiten für den Marquis Zugang hat. Dort wird die glänzende Erscheinung Mathildes, der jungen Tochter des Marquis, von einigen Adeligen umschwärmt. Mathilde jedoch ist von diesen Verehrern gelangweilt. Julien interessiert sich zunächst nicht für Mathilde. Er bleibt ihr fern, aus Angst, sein Stolz könnte von ihr verletzt werden. Gerade dieses Desinteresse ist es, das Mathildes Eitelkeit reizt. Sie stellt sich vor, Julien könnte ein neuer Danton sein, ein revolutionäres Genie im Gegensatz zu den einförmigen und aus ihrer Sicht nicht mehr von dem Heldenmut ihrer Vorfahren beseelten adeligen Verehrern. Sie verliebt sich in ihn und schreibt ihm einen Liebesbrief. Julien glaubt aber zunächst an eine Falle der Adeligen, die dazu dienen solle, ihn zu kompromittieren. Sein Begehren, das sich zu einer leidenschaftlichen Liebe steigert, muss er Mathilde gegenüber allerdings immer wieder maskieren, um sich als Dandy ihr Interesse zu sichern.
Mathilde stürzt sich immer tiefer in die Liebe zu dem nicht adeligen, mittellosen Julien, obwohl dies völlig gegen die gesellschaftlichen Konventionen ist, die sie selbst so hoch achtet. Als sie schwanger wird, entschließt sie sich, ihrem Vater die Beziehung zu gestehen. Dieser ist entsetzt über den Verrat des von ihm geschätzten Julien. Trotzdem will er nach einigem Ringen Julien eine falsche Identität als adeliger Offizier geben und in die Hochzeit einwilligen, um den Ruf seines Hauses nicht zu gefährden.
Als der Marquis de la Mole jedoch Erkundigungen über Juliens Vorleben einholt, erhält er einen Brief von Madame de Rênal, in dem sie Julien als Herzensbrecher schildert, der es auf das Geld reicher Frauen abgesehen habe. Madame de Rênal hat sich wegen ihres Ehebruchs mit Julien zwischenzeitlich tief in Reuegefühle verstrickt und hat den Brief von ihrem Beichtvater diktiert bekommen – einem Jesuiten, der aus Karrieregründen dem Marquis de la Mole gefallen möchte. Als Julien von diesem Brief erfährt, der kurz vor dessen Verwirklichung seinen alten Traum von einer Karriere als Offizier und seinem gesellschaftlichen Aufstieg zerstört hat, reist er nach Verrières und schießt dort auf Madame de Rênal.
Madame de Rênal erholt sich von ihrer Verletzung und söhnt sich mit Julien im Gefängnis aus. Er erkennt dort, dass sie die Einzige ist, die je wirkliche Liebe für ihn empfunden hat. Mathilde, die auf Madame de Rênal sehr eifersüchtig ist, wird nun von Julien verachtet. Beide ihn inbrünstig liebende Damen lassen derweilen nichts unversucht, sein Leben doch noch zu retten. Julien will jedoch lieber sterben, als mit der Schmach dessen, was er getan hat, leben zu müssen, und verletzt die Geschworenen durch eine ehrliche Rede so in ihrer Ehre, dass sie ihn zum Tod verurteilen. Mathilde kann hernach das abgeschlagene Haupt ihres Geliebten mit einem großen Aufwand in den Bergen um Verrières feierlich bestatten. Madame de Rênal hatte zwar gelobt, sich um Juliens noch ungeborenes Kind zu kümmern. Aber sie stirbt drei Tage nach Julien in den Armen ihrer Kinder.

## Hauptthemen des Romans
Grundfrage des Werks ist nach René Girard: „Warum sind die Menschen nicht glücklich in der modernen Welt?“ „Wir sind nicht glücklich, sagt Stendhal, weil wir eitel sind.“

### Schilderung und Kritik der französischen Gesellschaft vor 1830
Stendhal schildert ohne romantische Gefühle für das Volk und mit einem gewissen aristokratischen Instinkt die gesellschaftlichen Gegensätze des Frankreich unmittelbar vor der Julirevolution von 1830, so z. B. die zwischen der Hauptstadt Paris und der Provinz, zwischen der Bourgeoisie und dem Adel, zwischen den Jansenisten und den Jesuiten. Über politische und religiöse Fragen darf bei Tisch und in den Salons nicht oder nur mit verlogenen Phrasen gesprochen werden. Die Langeweile bei Tisch ist keine gewöhnliche Langeweile, die durch die „Stumpfheit“ und das Spießertum der zusammentreffenden Personen bedingt wäre, sondern eine Form von Wirklichkeitsflucht, ein politisch-gesellschaftliches Problem der Restaurationsperiode nach 1815. Eine typische Haltung des Jansenismus, der durch den Abbé Pirard verkörpert wird, ist die kritiklose Unterwerfung unter das Böse der Welt im vollen Bewusstsein, dass es böse ist.
Julien ist vom Ehrgeiz getrieben, gesellschaftlich aufzusteigen. Für Kleinbürger wie ihn ist ein sozialer Aufstieg nur durch die fast allmächtige Kirche möglich. Stendhal zeigt, dass Juliens Aufstieg in dieser Gesellschaft scheitern muss. Dies wird kontrastiert gegen die napoleonische Gesellschaft vor der Restaurationszeit, in der „jeder Soldat den Marschallstab im Tornister“ hatte (so ein Ausspruch Napoleons), d. h. die Aufstiegsmöglichkeiten vergleichsweise gut waren.
Stendhal beschreibt auch, dass die Restauration nicht einfach zu einer unveränderten Wiedereinsetzung der alten Gesellschaftsstrukturen vor der französischen Revolution geführt hat, sondern dass der Adel in ständiger Furcht vor einer neuen Revolution lebt, was unter anderem durch Mathildes Verehrung Juliens als „zweiter Danton“ versinnbildlicht wird.

### Heuchelei(Hypocrisie)
In Rot und Schwarz wird kaum ehrlich kommuniziert. Es gibt – insbesondere bei der Hauptfigur Julien – stets Unterschiede zwischen dem, was gedacht, und dem, was anderen gegenüber geäußert wird. So ist Julien Verehrer Napoleons, verbirgt dies aber in der royalistisch ausgerichteten Gesellschaft der Restauration. Alle sozialen Beziehungen sind politisch, sogar die zwischen Vater und Sohn („als ob in der Provinz ein reicher Vater mit seinem Sohn, der nichts besitzt, je anders reden würde als zum Schein“). Das Hauptmotiv aller Handelnden sind Posten, Positionen, Geld, Macht oder Rang, und das Verhalten anderen gegenüber wird nach diesem Motiv ausgerichtet. So lernt Julien z. B. das Neue Testament der Bibel auswendig, auf Latein, ohne einen emotionalen Zugang zu seinem Inhalt zu haben, weil er eine Karriere im Klerus machen will. Im Priesterseminar wird von manchen Bauernsöhnen der Glaube nur gespielt, um in den Genuss besseren Essens zu kommen. Als Julien am Ende des Romans einmal ehrlich den Zustand der bürgerlichen Gesellschaft beschreibt, führt dies zur Empörung der Geschworenen und so zum Todesurteil.
Stendhal kritisiert diese Heuchelei im Roman nicht eindeutig, im Gegenteil wird sie als notwendig dargestellt, um sein persönliches Glück zu finden.

## Vorgeschichte
Stendhal verfasste den Roman nach dem Vorbild der „Affäre Berthet“. Der junge Antoine Berthet war zum Tode verurteilt worden, nachdem er seine erste Liebhaberin angeschossen hatte.

## Schreibstil
Stendhal ist ein Vertreter eines sensualistischen Realismus. Er gibt dabei das Äußere nicht einfach naturalistisch wieder, sondern so, wie es seine Figuren mit ihrer jeweiligen psychischen Ausstattung wahrnehmen.

## Rezeption
Das Desillusionierende, die Nüchternheit und Kälte der Schilderung seiner Figuren, das völlige Fehlen von Idealismus verstörten die zeitgenössischen Leser: „Stendhal gelingt es, das menschliche Herz zu verletzen“, schrieb Honoré de Balzac.

## Bedeutung des Titels
Für den Grund für Stendhals Wahl von Rot und Schwarz als Titel des Romans gibt es keine eindeutigen Belege. Julien sucht zu Beginn des Romans nach Auswegen aus seiner Lage als ungeliebter Sohn eines Sägemühlenbesitzers in der Provinz. Die von ihm erträumte große Karriere im Militär, unter Napoleon noch möglich, ist nun Adeligen vorbehalten. Nur über den Klerus scheint ihm ein gesellschaftlicher Aufstieg möglich. Eine Interpretation des Titels ist daher, dass Rot die Farbe des Militärs sei, Schwarz die Farbe des Klerus. Eine andere Interpretation führt den Titel auf das damals beliebte Kartenspiel rouge et noir zurück. Für einen Roman, in dem der Zufall und das Glück das Schicksal der Hauptfigur bestimmen, wäre das Kartenspiel demnach das narratologische Leitmotiv.

## Übersetzungen ins Deutsche
Das Werk wurde mehrfach ins Deutsche übertragen, unteren anderem von Otto Flake, Rudolf Lewy, Hertha Lorenz (geb. 1916), Arthur Schurig und Walter Widmer. Die neueste Übersetzung erschien 2004 und stammt von Elisabeth Edl.

## Ausgaben
- Le Rouge et le Noir. Levavasseur, Paris 1830 (auf dem Titel ist das Jahr 1831 angegeben).

Es gibt im deutschsprachigen Raum zahlreiche Ausgaben des Romans, darunter:
- Rot und Schwarz. Übersetzt von Otto Flake mit einem Nachwort von Manfred Naumann. Paul List, Leipzig 1965.
- Rot und Schwarz – Chronik aus dem Jahr 1830. Vollständige Ausgabe, aus dem Französischen übersetzt von Walter Widmer. Mit einem Nachwort von Uwe Japp. Insel-Verlag, Frankfurt am Main 1968 (Insel-Bibliothek).
- Rot und Schwarz. Band 1,2, aus dem Französischen übersetzt von Rudolf Levy und bearbeitet von Elisabeth Schneider. Mit einem Nachwort von Manfred Naumann. Aufbau-Verlag, Berlin/Weimar 1978.
- Rot und Schwarz. Chronik aus dem 19. Jahrhundert. Übersetzt von Elisabeth Edl. Hanser, München 2004, ISBN 3-446-20485-7.
  - Ungekürzte Lesung von Heikko Deutschmann, Hörbuch Hamburg 2005.

## Theater-Bearbeitungen
- Julien – Rot und Schwarz von Lukas Bärfuss nach Stendhal, UA: Theater Basel 16. Januar 2020, Regie: Nora Schlocker, Bühne: Jessica Rockstroh, Musik: Simon James Phillips, Dauer: 3 Stunden 10 Minuten, eine Pause.[9][10]

## Verfilmungen
- 1928: Der geheime Kurier
- 1947: Il corriere del re
- 1954: Rot und Schwarz (Le Rouge et le noir) – Regie: Claude Autant-Lara
- 1961: Le Rouge et le Noir (TV)
- 1997: Le Rouge et le Noir (TV) – Regie: Jean-Daniel Verhaeghe

## Hörspiel
2004 – Deutschlandradio Kultur und ORF: Rot und schwarz. 195 Min. Autor: Helmut Peschina, Regie: Marguerite Gateau